# Дассен, Джо
Джо Дассе́н (фр. Joe Dassin), полное имя Джо́зеф А́йра Дассе́н (англ. Joseph Ira Dassin; 5 ноября 1938, Бруклин, Нью-Йорк, США — 20 августа 1980, Папеэте, Таити, Французская Полинезия) — французский певец, композитор и музыкант американского происхождения.

## Биография

### Семья
Джозеф Айра Дассен (тогда Да́ссин) родился 5 ноября 1938 года в Нью-Йорке в семье актёра еврейского театра, в будущем известного кинорежиссёра Жюля Дассена (тогда Джулиус Дассин; 1911—2008) и скрипачки Беатрис Лонер-Дассен (Béatrice Launer-Dassin, 1913—1994). Дед Дассена по отцовской линии — Сэмюэл Дассин — эмигрировал в США из Одессы (Российская империя); дед по материнской линии — доктор Луис Лонер, исходно Лаунер — из Бучача (Галиция, Австро-Венгрия).
Родители Джо познакомились в летней колонии рабочей еврейской молодёжи в Катскильских горах, где Джулиус Дассин ставил одноактные пьесы, а Беатрис Лонер играла на скрипке в сопровождающем спектакли оркестре; поженились в 1933 году. Уроженка Нью-Йорка (чей отец эмигрировал в США в одиннадцатилетнем возрасте из Австрии) и выпускница еврейской школы в Бронксе, Беатрис Лонер продолжила обучение в Джулиардской школе музыки под руководством британского скрипача и педагога Гарольда Беркли, но оставила музыкальную карьеру после замужества.

### 1938—1964 годы

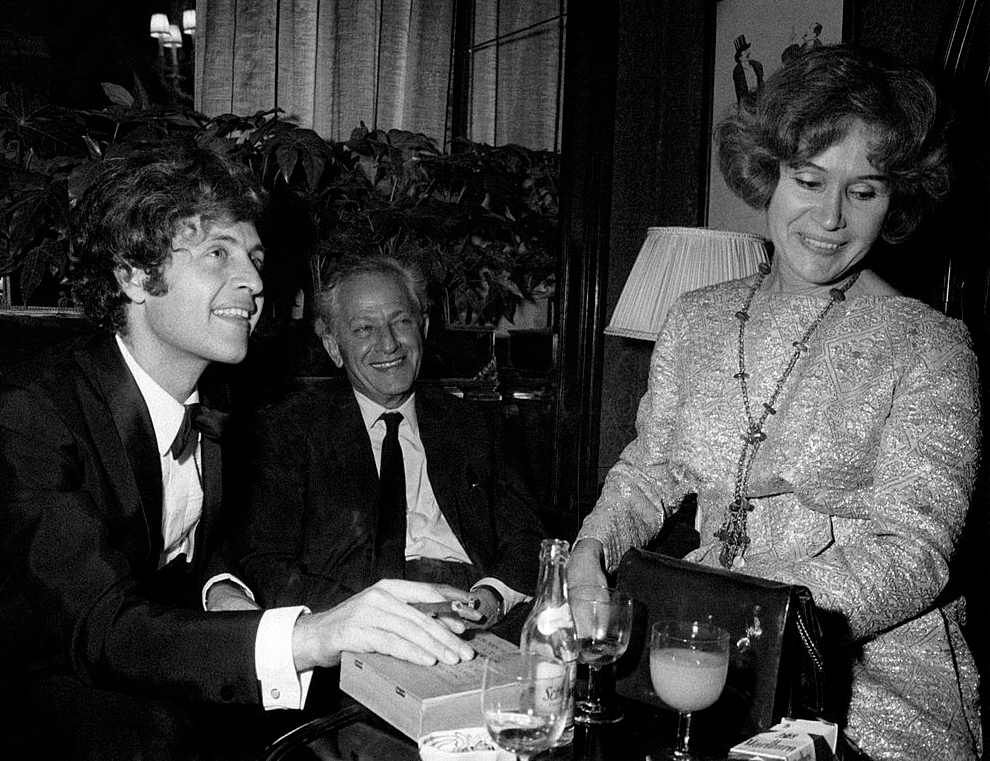
Джо Дассен (слева) с родителями (1970 год)

Отец Джо, Жюль Дассен, серьёзно увлекался кино. После короткой карьеры актёра он стал ассистентом Альфреда Хичкока, а потом и вовсе режиссёром. В их дружной семье после старшего сына родились две девочки — Рики (Ришель, род. 1940, впоследствии автор слов к песням своего брата и других исполнителей) и Жюли (род. 1945, впоследствии актриса второго плана) — обе они по состоянию на 2015 год живут в Париже. До 1940 года семья жила в Нью-Йорке, Джо сделал там свои первые шаги, потом его отец, захваченный открывающейся перед ним карьерой кинорежиссёра, подписал контракт со студией Метро-Голдвин-Майер, и семья переехала в Лос-Анджелес. В этом городе Джо провёл почти десять лет. С детства Джо не боялся никакой работы и, хотя семья его не была бедной, постоянно подрабатывал, умел самостоятельно принимать решения и быть за них ответственным. Джо очень заботился о сёстрах, ощущая себя по-настоящему старшим братом. Кроме того, он очень любил читать, и одной из первых его покупок на лично заработанные деньги было полное собрание энциклопедии «Британника».
Когда сенатор Маккарти начал борьбу с симпатизирующими коммунизму — знаменитую «охоту на ведьм», — Жюль Дассен попал в «чёрный список» Голливуда, что заставило его покинуть США: в конце 1949 года на трансатлантическом пароходе вся семья отплыла во Францию.
В одиннадцать лет Джо открыл для себя старую Европу. В 1950 году Жюль и Беатрис решили обосноваться в Париже. Несмотря на изгнание, семья Дассен не испытывала финансовых затруднений: Джо учится в элитном колледже Institut Le Rosey в Швейцарии, вместе с Каримом Ага Ханом и другими детьми европейских богачей. Следуя за съёмками отца, Джо менял множество школ: в 1951 году он поехал учиться в Италию, в 1953 поступил в международную школу Женевы, а в 1954 году отправился в Гренобль получать степень бакалавра. Увлекался спортом — горными лыжами и плаванием. Бегло говорил на трёх языках.
В 1955 году родители Джо развелись, и Жюль Дассен стал появляться в обществе со своей новой спутницей — актрисой Мелиной Меркури. Джо тяжело пережил разрыв родителей и решил продолжить обучение в Америке. Имея всего триста франков в кармане, в 1956 г. вернулся в США и поступил на медицинский факультет Мичиганского университета в Анн-Арборе. Там Джо некоторое время занимался медициной, затем переключился на этнологию. Впоследствии Джо окончил магистратуру по этнологии и читал лекции в этом же университете. Стремясь к свободному владению несколькими языками, он жил с двумя франкоговорящими приятелями — французом Аленом Жиро и швейцарцем Бернаром, мечтавшим о лаврах декана факультета в Женеве.
В это время и началось увлечение Джо музыкой. С 1956 года, благодаря Элвису Пресли, в Америке стал модным рок-н-ролл, но Джо не попал под его влияние — наоборот, вместе с Аленом Жиро они слушают и исполняют дуэтом песни Жоржа Брассенса. Тогда Джо и берёт в руки гитару. Позднее им в голову приходит идея петь в кафе в студенческом кампусе, и это приносит им 50 долларов за уик-энд. В то время вряд ли кто-то мог предположить, что Джо станет певцом, но он настойчив: «Я всегда любил заключать самые невероятные пари, я всегда хотел добиться своей цели». Ещё будучи ребёнком, Джо часто упражнялся с лассо, чтобы достать желаемый предмет — эти упражнения очень пригодились ему позднее. В то время как американская музыка быстро «электрифицируется», эти двое французов стали первыми, кто донёс до американцев, жителей университетского городка, поэзию Брассенса под музыку обычной акустической гитары. Выступления приносят им скорее удовольствие, чем реальный доход, и, чтобы не зависеть от родных и их поддержки, Джо во время учёбы приходится подрабатывать, как и большинству американских студентов. В течение шести лет он вечерами работает мусорщиком, мойщиком посуды, барменом, водителем грузовика, доставщиком товаров на дом, проводит психологическое тестирование. Одновременно Джо пишет новеллу «Wade in water», которая получает вторую премию на национальном конкурсе. Кроме того, с песнями Брассенса Джо выступает в кафе Детройта, Чикаго и Кливленда.
Чтобы избежать призыва в армию, Дассен заготовил несколько фальшивых медицинских справок, но они не понадобились: при обследовании врачи выявили шумы в сердце, и в армию его не взяли.
Его университетские годы совпали с годами всемирной известности его отца, знаменитого режиссёра. В 1958 году Жюль Дассен попросил Джо записать несколько песен к фильму «Закон» с участием Джины Лоллобриджиды и Марчелло Мастроянни. В 1959 году диск-сорокапятка с этими песнями вышел на фирме грамзаписи Versailles. Попытка оказалась не слишком удачной, ему даже советовали больше не петь. «Я всегда был упрямым, поэтому я решил продолжать». Главное — изучить это ремесло. «Я не люблю дилетантства, — говорил он. — И я не хочу быть звездой на пять минут». В течение долгих недель Джо работает над голосом, упражняется в игре на гитаре.
К тому времени, как Америку окончательно завоевал рок-н-ролл, Джо собрался вернуться в Европу. Без гроша в кармане, забравшись в трюм грузового судна, он отправляется в Италию. В 1962 году отец пригласил его в качестве помощника на съёмки фильма «Topkapi» — своего второго успешного фильма в Европе. Сразу после этого он начинает работать ведущим программ на RTL и журналистом в Playboy. Во Франции в это время стремительно входит в моду стиль йе-йе.
13 декабря 1963 года, на одной из вечеринок, организованных Эдди Барклаем в честь выхода на французские экраны фильма «Этот безумный, безумный, безумный, безумный мир», Джо познакомился с Мариз Массьера. Их отношения развивались стремительно, и в конце января они начинали думать о помолвке. После поездки в Швейцарию, они переселились в трёхкомнатную квартиру в квартале Сен-Жермен-де-Пре, которую Джо привел в порядок. Он дублировал два американских фильма, писал статьи для журналов Playboy и The New Yorker, снимался в фильмах и работал ассистентом режиссёра на съёмках. Гитара оставалась его страстью, и Мариз разделяла его увлечение музыкой.
В 1964 году Катрин Ренье — близкая подруга Мариз Массьера — устраивается секретарём в американской фирме грамзаписи CBS, незадолго до того открывшей свой парижский филиал в доме 42 по улице Паради и занимавшейся распространением пластинок американских артистов, в том числе Барбры Стрейзанд. Однажды после разговора с Катрин в голову Мариз приходит идея: Катрин знакома со звукоинженером фирмы, почему бы не попробовать с её помощью записать пластинку с голосом Джо. Гибкий диск появится в одном экземпляре, на нём будет записан голос человека, которого Мариз любит и которому 5 ноября исполнится двадцать шесть лет. Октябрьским днём Мариз, вооружённая плёнкой с записью голоса Джо, пришла в офис CBS. После прослушивания любительская запись никому не известного молодого певца с бархатным голосом, оригинальной манерой исполнения и несомненным чувством ритма вдруг становится предметом серьёзных размышлений.
Пластинка-сюрприз записана, и Катрин поручают пригласить Джо на встречу с маленькой командой CBS France. Сюрприз ко дню рождения не приводит Джо в восторг, как и возможность работы со звукозаписывающей компанией. На предложение Катрин встретиться с руководством фирмы последовал решительный отказ: Джо не намерен становиться певцом.
Проходит два месяца. За это время Джо снялся в «Красном клевере», потом работал ассистентом режиссёра американского фильма «Что нового, киска?» с участием Урсулы Андресс, Роми Шнайдер и Питера Селлерса, а после снимался в фильме Питера Устинова «Леди Л.» с Полом Ньюманом и Софи Лорен в главных ролях. Кино притягивало его всё сильнее. Но уговоры Катрин сделали своё дело, и в конце концов Джо сдался. Он согласился записать диск, просто чтобы посмотреть, что из этого выйдет. За несколько дней до Рождества Джо подписал контракт и 26 декабря начал работать в студии с оркестром Освальда д’Андреа, где записал четыре песни для супер-45 пластинки в глянцевом конверте. Две из них — французские версии американских песен, две другие были написаны Жан-Мишелем Рива и Франком Тома. Позже сотрудничество этих молодых талантов с Джо станет легендой. Всё было сделано очень быстро, и именно этот опыт заставил Джо поверить в свою счастливую звезду.
«Моя работа, — вспоминал о профессиональном дебюте, став уже зрелым исполнителем, Дассен, — позволяет видеть людей с лучшей стороны: приходя на концерт, человек на какое-то время становится ребёнком, потому что он приходит отдохнуть и помечтать немного… Меня привела к песне именно любовь… Я записал свой первый диск, чтобы понравиться девушке, в которую был влюблён…»

### 1965—1969 годы

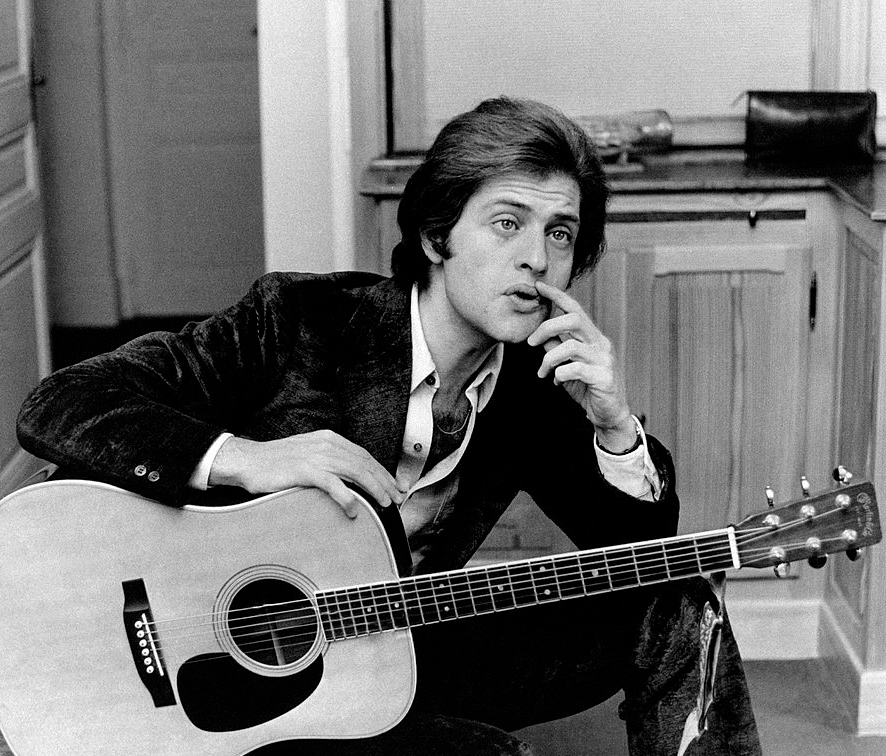
Париж, 60-е

Записанный диск выходит тиражом 1000 экземпляров и почти не продаётся — радио не приняло песни Джо. Моник Ле Марси с RTL и Люсьен Лейбовитц с «Europe Un» — единственные программные директора, которые сразу почувствовали в начинающем артисте великого певца и включили его в плейлисты своих радиостанций. Тем временем Джо постепенно втягивается в эту игру и вместе с CBS с 7 по 14 мая всё с тем же оркестром Д’Андреа записывает четыре кавер-версии для второй пластинки. Диск выходит в июне тиражом 2000 экземпляров, поступает в продажу, его рассылают по радиостанциям — и опять ничего. Джо подыскивает песни для третьей пластинки и к концу лета находит «свою» песню — хит «Shame And Scandal In The Family», имевший успех в Америке, предполагая спеть его по-французски. Но директор CBS колебался, а время уходит: эту же песню записывает Саша Дистель, сотрудничающий с «Патэ-Маркони», то же самое делает и группа «Les Surfs» для музыкального фестиваля. В итоге — необычайный успех обоих и чёрная полоса в работе Джо, он собирается даже разорвать контракт с CBS. Так как CBS France не достигает даже тех результатов, на которые рассчитывало руководство компании, то оно решает сменить директора французского филиала. Новым директором становится Жак Супле, прежде успешно работавший на студии Barclay. CBS переезжает в другой офис, а Джо после разговора с Жаком, который обещает ему серьёзно заняться его карьерой, решает с разрывом пока повременить.
21—22 октября 1965 записывается третья сорокапятка Джо, на ней только обработки, лучшие из тех, что Джо мог получить. Рива написал французские слова для двух бразильских песен, имевших большой успех в англоговорящих странах. 5—9 ноября 4000 экземпляров пластинки поступают в продажу, 19 ноября тиражом 1300 экземпляров выходит сингл, и песни с диска начинают звучать на радио. В итоге диск разошёлся тиражом 25000 копий. Несмотря на то, что одновременно с Джо песню «Guantanamera» записали Нана Мускури и Les Compagnons de la chanson, пластинка хорошо раскупается. Причиной тому хит «Bip-Bip», который принадлежит только Джо, и который часто звучал в радиоэфире.
После третьего диска о Джо заговорили, его имя становится известным. В это время Жак Супле расширяет CBS, подписывает новые контракты, у него нет времени возиться с Дассеном. Он хорошо видел, что Джо нуждается в продюсере, в ком-то, кто был бы проводником, советчиком, и он знал такого человека — гениального продюсера, у которого только что закончился контракт. Супле считает, что у этого человека немало общего с Джо — он любил джаз, изучал право, понимал Америку и американцев. Что касается работы, он выпустил первые во Франции диски Диззи Гиллеспи и Чарли Паркера, работал на «Pathé Marconi» с Шарлем Азнавуром, сделал имя торговой марке Capitol Records, был художественным директором Сержа Гензбура и Джонни Холлидея на Philips Records. Наконец, он был первым независимым продюсером на Philips Records и работал с Шейлой вместе с Клодом Каррером. Случай великолепный, его нельзя упустить. Супле убежден, что Жак Пле — тот, кто ему нужен в этой ситуации. Два Жака встречаются и приходят к согласию по вопросу о статусе независимого продюсера на CBS для Жака Пле при условии, что Пле и Дассен найдут общий язык. После встречи 31 декабря решение принято. Пле объясняет, Дассен слушает, Супле откровенно наслаждается происходящим — они нашли общий язык. После обеда Жак Пле, который возвращался к себе, отвозит Джо домой на бульвар Распай. Они подружились и остались друзьями на всю жизнь.
Джо и Мариз живут вместе, но все разговоры о свадьбе Джо откладывает. И всё же после одного бурно проведённого вечера, когда Джо напился и заснул в гостинице, Мариз решительно настояла на своём, и Джо пришлось согласиться. 18 января 1966 года, в пять часов вечера, в мэрии 14-го округа Парижа Джо и Мариз поженились. Джо не приглашал никого из своих друзей и родных, и свидетелями события стали лишь его мать Беатрис, сестра Рикки, сестра[уточнить] Мариз, а также Жан-Мишель Рива, случайно встретивший Джо по пути в мэрию. Вечером Дассен напился до бесчувствия в русском ресторане, где они отмечали свадьбу. Несмотря на поначалу негативное отношение Джо к браку, семейная жизнь скоро стала приносить ему удовольствие.
Вскоре после свадьбы Джо и Жак Пле, которого он окрестил Жако, начинают упорную работу — нужно искать песни, делать обработки, искать музыкантов и студию. Несколько недель поисков дают четыре англо-саксонских и одну американскую песню («You Were On My Mind»), переведённую Рива, который написал ещё и «Comme la lune». Известный автор Андре Сальве перевёл «The Cheater» («Le tricheur»). Но приятных мелодий и хороших текстов недостаточно, и Жак Пле предлагает Джо поехать записываться в Лондон, как это сделали Клод Франсуа и Ришар Антони. Пле обращается к Супле, и тот даёт добро. Но нужно найти дирижёра-аранжировщика. Поиски приводят Жака Пле к Джонни Арти (Johnny Arty), который работает в компании Feldman Music. В феврале 1966 года Джо и Жак прилетают в Лондон и встречаются с Арти, показывают ему песни, которые собираются записывать, и договариваются — Арти готов им помогать. Он будет студийным аранжировщиком Джо на протяжении всей его карьеры.
В марте 1966 года музыканты, выбранные Арти, записали его музыку в тональности низкого баритона Джо в Landsdowne Record Studio в Лондоне. Через несколько дней в Париже, в студии Даву — одной из первых независимых студий — Джо записывает вокальную партию. 22 и 23 марта «You Were On My Mind» стало «Ça m’avance à quoi», заглавной песней четвёртой пластинки. В апреле Супле выпускает в продажу супердиск, а также сингл-сорокапятку.
В том же 1966 году Джо проводит серию программ под названием «Western story» на волнах RTL. Трио Рива — Пле — Дассен изощряются в остроумии и выпускают в эфир никому не известного певца Эдуара с песней «Галлюцинации» в ответ на «Домыслы» (Les Élucubrations) Антуана. Эдуар — на самом деле не кто иной, как загримированный Рива в парике из конских волос и с бородой, как у библейского пророка. Возмущённая звезда подаёт в суд, и диск Эдуара изымается из продажи. Впрочем, вскоре в продажу поступает второй сингл Эдуара, потом третий, но самый грандиозный розыгрыш в истории французской песни очень быстро забывается.
Лето 1966 года оказывается успешным для Джо: «Ça m’avance à quoi?» попадает в хит-парады. Ему пора подумать о выпуске первого альбома, а пока необходимо выпустить ещё один диск. Это будет новинка для Франции — сингл с двумя песнями, как те, что используются в музыкальных автоматах. В связи с падением цен Жак Супле решает продавать синглы нового образца, как это практикуется в англоязычных странах. У пластинки появляется ещё один серьёзный козырь: цветной конверт, сначала картонный. Так CBS начинает выпускать серию Gemini. Джо Дассен одним из первых среди французских певцов испробовал на себе это нововведение, и весьма успешно — через три года все звукозаписывающие компании Франции последовали примеру CBS.
19—20 октября в студии Даву Джо записывает две новые песни — это новая версия «Guantanamera» и народная американская песня «Katy Cruel». Этот сингл должен дать возможность дождаться конца года, идеальной даты для выпуска альбома. Но запись не удалась из-за забастовки французских музыкантов, запись в Лондоне также сорвалась — забастовали и там. Есть только один выход: ехать в Нью-Йорк. Супле соглашается, и 27 октября из парижского аэропорта Орли Джо и Жако вылетают в Нью-Йорк. 31 октября и 3—4 ноября под руководством звукоинженера Стенли Тонкела проходят сеансы звукозаписи. Время после сеансов Джо использует, чтобы показать друзьям родной город: Эмпайр Стэйт Билдинг, Мэдисон Сквер Гарден, Бродвей и нью-йоркский офис CBS. Есть и ещё одна задача: сделать фотографии Джо в Нью-Йорке для конвертов пластинок, а также для прессы, одержимой мыслью о том, что прекрасный американец из Парижа приехал записываться в свой родной город. Фотограф Дон Ханстайн делает десятки снимков. На одном из них Джо опирается на неизвестно чей мотоцикл «Харлей». «Харлей Джо» вскоре появится на конверте альбома и станет мечтой целого поколения. CBS решает выпустить пятую пластинку одновременно с первой долгоиграющей. Сорокапятка выходит 17, долгоиграющий диск 18 ноября. Успех был мгновенным, «Excuse Me Lady» стала рождественским хитом, а пластинка разошлась большим тиражом.
В январе 1967 года Андре Сальве и Бернар Шеври создают MIDEM. Жак Пле, который знает Сальве и многим обязан ему, решает поддержать проект. На презентации, организованной на яхте в Каннах, он появляется вместе с Джо, Мариз и Колетт. На этой встрече представителей мирового шоу-бизнеса было много журналистов, но из звёзд присутствовали практически одни новички, и Джо оказался в центре внимания прессы. Но, дабы не испортить себе путь к успеху, Джо решает не давать интервью, и ограничивается представлением всех успехов на премьере MIDEM. В тот вечер он не пел, но вся пресса обратила внимание на красивого молодого человека, который великолепно провёл презентацию на двух языках. На следующий день из «звезды наполовину» Джо становится звездой в полном смысле слова.
После успеха в Каннах Пле думает о том, что пора уже искать новые песни для дальнейшей работы. Утром на яхте Джо появляется с гитарой в руке и объясняет Пле, что намерен спеть Анри Сальвадору одну песенку — безделицу, сочинённую им вместе с Рива и Тома. Заинтригованный Пле хочет её услышать, и после бурного спора Дассен начинает петь: «Taka ta taka ta, voilà les Dalton, / Taka ta taka ta, y’a plus personne…»
Жак уже с первых тактов понял, что вот он — долгожданный хит. Именно такая ковбойская песня может стать в исполнении Дассена популярной. После долгого спора и ссылок на контракт, где указана возможность записи певцом одной ковбойской песни, Джо согласился записать такую песню — в первый и последний раз. Так был записан «Les Dalton».
Для рекламы Джо как певца и его нового диска нужно организовывать гастроли. Но Джо не очень этого хочет — он не может забыть провальный концерт в Брюсселе год назад. Приглашённый Пле антрепренёр Чарли Маруани успокоил Джо, предложив ему выступить в первом отделении концерта Сальваторе Адамо. Концерты по Франции начались 9 марта с города Вира. Песни Джо и его манера исполнения очень понравились публике и организатору турне Жоржу Оливье, концерты были успешными, поэтому устроитель тура увеличил певцу гонорары.
В апреле, между двумя концертами, Джо и Жак снова отправляются в Лондон записывать музыку для четырёх песен на шестую сорокапятку. Через несколько дней они накладывают на запись голос Джо в студии Даву. Так как английский артист никак не справляется с речитативом шерифа во вступлении к «Les Dalton», Жак Пле выходит к микрофону и произносит текст с таким мастерством, что Джо и звукоинженер, вдоволь насмеявшись, решают сохранить эту версию. Впоследствии Пле предстоит принимать участие в съёмках многочисленных телепередач. «Les Dalton» — история о четырёх врагах Лаки Люка — была записана на стороне А, туда же поместили новую песню Джо «Viens voir le loup». Из двух других песен одна принадлежала Клоду Лемелю. Джо встретил его на одном из вечеров для молодых талантов в Американском Центре, находившемся напротив его дома. Их познакомила молодая певица Мишель Шердель, которая вскоре станет Вава из группы «Big Bazar». После Рива и Тома Лемель стал третьим, присоединившимся к проекту Дассена, и навсегда. 3 мая «Les Dalton» вышел с обложкой, не дававшей преимущества ни одной песне. Диск стал успехом лета. Он будет последней супер-сорокапяткой Дассена, а также последней комической песней Джо. Дальнейшие творения в этом стиле, написанные Джо, были исполнены Карлосом.
Жак Пле считал, что для Дассена настала пора исполнять серьёзные песни, да и сам Джо уже задумался о более долговечном репертуаре. Для этого осенью 1967 года он берёт песню Бобби Джентри «Ode To Billy Joe». Жан-Мишель Рива переводит текст дословно, и песня под названием «Marie-Jeanne» записывается в Лондоне в начале октября. Для другой стороны выбрана более легкомысленная, схожая с ковбойской историей «Tout bebe a besoin d’une maman», и после затянувшейся записи голоса Джо на студии Даву диск вышел 17 октября. Романтическая композиция «Marie-Jeanne» была весьма прохладно встречена публикой, и радиостанции чаще транслировали более популярную «Tout bebe a besoin d’une maman». Дассен, огорчённый не слишком тёплым приёмом, тем не менее, продолжил работу, записывая новый долгоиграющий диск — альбом, в котором были две песни, написанные Клодом Лемелем, и четыре американских песни. Этот диск вышел на праздничной неделе ноября 1967 года.
Джо становится всё более популярным. В 1968 году Пле ставит цель выйти на первое место в хит-парадах. В начале года Джо едет с концертом в Италию, где Пле наметил несколько подходящих для будущей записи вещей. Вернувшись в Париж с полными чемоданами пластинок, к 19 февраля вся команда отправилась в Лондон с целью создать суперхит. В студии Де Лейн Ле Мюзик в напряжённой рабочей обстановке были записаны четыре переведённые песни, найденные в Италии, среди них «Siffler sur la colline» певца и композитора Риккардо Дель Турко, и песня «La bande à Bonnot», написанная Джо и Рива. 4 марта на рынок выходят четыре песни на двух одновременно напечатанных синглах.
В это время во Франции начинаются массовые волнения. Газеты требуют отставки генерала Ш. Де Голля. Джо, в отличие от музыкантов стиля йе-йе, освистанных и покидающих Францию, становится «героем революции», а его песня «Siffler sur la colline» звучит отовсюду.
Весной и летом песни Джо звучат на всех радиостанциях. В это время в магазинах пластинок происходит смена ассортимента, и Джо использует этот момент для записи 25 апреля первых двух песен на итальянском языке, которые в июне поступят в продажу в Италии. 26 июня Джо продлевает контракт с CBS, а 29-го уезжает в Италию. Так как два канала ORTF показывают только бунтующих студентов, французская песня транслируется на RAI. Во время этой поездки Джо знакомится с Сильви Вартан и Карлосом, с Карлосом зарождается дружба и они вместе едут в организованный популярным телепроектом «Salut Les Copains» тур в Тунис. Тем временем команда CBS пополняется новым пресс-атташе Робером Тутаном, который также будет следить за имиджем Джо. В ноябре 1968 поочередно в Лондоне и Париже Джо делает четыре новые записи. «Ma bonne etoile» (из репертуара Джильолы Чинкуэтти) и «Le petit pain au chocolat» (Риккардо Дель Турко) являлись переводами Пьером Деланоэ с итальянского, а «Le temps des oeufs au plat» была плодом совместного творчества Лемеля и Рики Дассен. Из-за кризиса в производстве грампластинок CBS откладывает выпуск синглов, но 10 ноября в программе «Tele-Dimanche» Джо поёт «Le petit pain au chocolat», а французские пекари благодарили его за то, что шоколадные булочки исчезают с прилавков с необычайной скоростью, и кондитеры получили небывалую прибыль. 30 ноября 1968 «Ma bonne etoile» становится первой песней Дассена, которая возглавляет французский хит-парад (в течение одной недели).
26 ноября Джо и Жак отправляются в Канаду. За серией выступлений на радио и телевидении Квебека следуют Монреаль, Труа-Ривьер, опять Квебек, затем Оттава и англоговорящая часть Канады. Диски Джо расходятся очень быстро и становятся дефицитом. В Париж Джо возвратился накануне Рождества. Праздник певец встретил с Мариз в новых роскошных апартаментах из пяти комнат на улице д’Асса. Пара начала задумываться о ребёнке.
Джо был очень скрытным в том, что касалось его частной жизни. Он говорил, что не хочет устраивать моральный стриптиз и что его зрители ждут от него песен, а не скандальных историй. Со всеми, кто затрагивал его личную жизнь, он был непримирим, и когда вопросы становились слишком нескромными, он восклицал: «Моя личная жизнь никого не касается!». Благодаря этому ему удалось оградить от журналистов свой дом и свою семью. На публике Дассен стеснялся семейных уз. По воспоминаниям знавшего Джо с юности журналиста Жака Уревича, с началом концертной деятельности Дассен в имиджевых целях скрывал от поклонников и поклонниц свой брак, на публике он был «холост», а Мариз представлялась всем как спутница сопровождавшего Дассена в светских раутах журналиста Уревича. «Джо и Мариз играли в эту игру, — рассказывала сестра Дассена Рики в 2014 году. — Смысл был в том, чтобы диски лучше продавались. У девушек должна была сохраняться надежда: Джо хотел, чтобы они рыдали от неразделённой любви к кумиру. Трудно представить, какая травма была у Джо, если бы все узнали, что он женат».
В начале 1969 года Пле выпустил сингл со старыми песнями «Les Dalton» и «Bip-Bip». А Джо для записи третьего диска полетел в Лондон, где в студии были записаны шесть песен. Две из них стали хитами: переведённая Деланоэ с английского «Les Champs-Elysées» и «Le Chemin de papa», написанная Дассеном и Деланоэ. Также в альбом вошло повторение «Mé qué, mé qué», написанного Беко и Азнавуром, и две песни Джо и Рики. По возвращении в Париж певец окунулся в работу: телевидение, радио, репортажи, не говоря о накопившихся приглашениях на концерты. Здоровье Дассена было на пределе, и 1 апреля 1969 года у певца случился инфаркт. Восстановление после осложнённой болезни длилось почти месяц. Ещё не до конца оправившись, в мае-июне Джо записывает свой альбом и сингл «Les Champs-Elysées» и «Le Chemin de papa». Успех, который сопутствовал его творениям, заставил Джо поверить в справедливость поговорки Жако: «Что нравится Пле, то нравится публике». Вокруг Джо продолжается ажиотаж. 16 июня Джо наконец решает получить французские водительские права.
В конце июня, окончательно выздоровев, Джо принял участие в телепередаче Анри Сальвадора «Salves d’or» («Золотой салют»). Джо в первый раз, по совету Жаклин, жены Анри, надевает белый костюм, и на сцене он был великолепен. Примерно в это время Джо расстаётся со своими прежними соавторами Жан-Мишелем Рива и Франком Тома.
Однажды в Пор дю Салю Джо Дассен познакомился с актёром и исполнителем Бобби Лапуантом. Они становятся друзьями и вместе уезжают на гастроли. Однажды в ресторане Бобби знакомит Джо с Жоржем Брассенсом. Для Дассена встреча со знаменитым шансонье стала огромной радостью. Он вспоминал, как давным-давно начинал свою карьеру с песен Брассенса. Всю жизнь Джо будет благодарен Бобби за эту встречу. После того как Бобби Лапуант умер, Дассен содействовал выпуску его записей студией Philips, считая, что Бобби достоин остаться в истории музыкальной культуры.
«Les Champs-Elysees» покорили не только Париж, но и всю Францию. В июле Джо отправляется на гастроли, после чего начинает подготовку к первому выступлению в «Олимпии», назначенному на осень. В сентябре выходит первый в карьере Джо двойной сборник всех его лучших песен. Джо приобретает известность за пределами Франции, «Les Champs-Elysees» попадает в хит-парад Нидерландов и держится в чартах 7 недель, поднявшись на 11-е место — это великолепный результат. 1 и 15 октября в студии Даву Джо записывает английскую и немецкую версии «Les Champs-Elysees», а 29 октября немецкую версию «Le Chemin de Papa». Начинается триумфальное шествие «Les Champs-Elysees» по мировым хит-парадам. Джо становится мировой знаменитостью и даже оказывается популярным в СССР, опередив The Beatles. Его песни будут петь китайские студенты на площади Тяньаньмэнь, стоя лицом к танкам.
22 октября 1969 года Джо Дассен удостоился чести выступать в знаменитом на весь мир концертном зале «Олимпия». Выступление заканчивается триумфом, а 25 октября Джо получил подарок, о котором не смел и мечтать: поздравительную телеграмму от Жоржа Брассенса. Друг певца, журналист Жак Уревич так описывает распорядок дня Дассена в дни концерта: после обеда Джо приезжал в «Олимпию», проверял технику и микрофоны, а затем исчезал. И возвращался в зал мюзик-холла через потайную дверь за 15 минут до начала концерта.
После «Олимпии» Дассен отправляется на гастроли в Германию с немецкими версиями песен. 27 ноября в Ганновере он снимается в телепередаче «Studio B» Петера Фройлиха. CBS выпускает небольшим тиражом сингл с английской версией «Les Champs-Elysees», который стал раритетом. В декабре Пле, после долгих сомнений и поисков песен, которые могла бы повторить успех предыдущих, выбирает «C’est la vie Lily» и «Billy Le Bordelais». Едва вышедший диск продается нарасхват. Как и в прошлом году, Джо не стал выпускать альбом к праздникам — он совершенно вымотан, и ему нужно беречь сердце. Так как у Джо и Мариз не было медового месяца, то они уезжают в отпуск. После короткого визита в Нью-Йорк и участия в спектакле «O! Calcutta» они отправляются на Барбадос.

### 1970—1974 годы
9 января 1970 года Дассен впервые попадает в немецкий хит-парад — «Die Champs-Elysees» выходит на 31 место. Возвратившись с отдыха, Дассен выступает в Зимнем дворце в Лионе, затем направляется в Германию, где 21 и 22 января в Висбадене принимает участие в телепередаче «Star-Parade», где исполняет четыре песни. 28 января в студии Даву Дассен записывает «Les Champs-Elysees» и «C’est La Vie Lily» на итальянском языке. 5 марта певцу вручают Гран-при Академии имени Шарля Кросса за альбом «Les Champs-Elysees». В феврале и марте Дассен гастролирует по Франции. В его планах запись нового диска к лету, для которого нужен новый хит. Дассен записывает «L’Amerique» и «Cecilia» — оба в переводе Деланоэ с английского. Песня "L’Amerique стала хитом лета 1970-го.
В мае певец едет в Италию, где выступает в Неаполе и Милане — в шоу-программах «El Caroselo» и «Sette Voci» Дассен исполняет «L’Amérique» и «Cecilia» на итальянском языке. В Италии он сочиняет песню «Le Bateau-mouche» для итальянской певицы Джильолы Чинкветти, позднее она была выпущена CBS во Франции. Летом Дассен активно гастролирует, записывает японские версии некоторых песен, а осенью уже в третий раз записывает песни на итальянском.
В этот период у Дассена появился новый фотограф — Бернар Лелу. В конце октября они вместе едут к приятелям фотографа на ферму шампиньонов в предместья Парижа. У тех живёт ручной гепард Лулу, дружелюбный, симпатичный и фотогеничный. Бернар фотографирует Джо с Лулу на поводке на фоне заброшенной узкоколейки, впоследствии эти кадры стали материалом для обложек альбомов Дассена.
В Англии Артей готовит аранжировки для очередного альбома, куда предполагается включить только новые песни. В мае 1970 года Лемель приносит Дассену две только что написанные им песни: «Les filles que l’on aime» и «L’equipe a jojo». Певец отказывается от обеих песен, но только в августе Пле узнаёт у Лемеля об их существовании и отказе Джо их исполнять. Жако, находившийся в поиске песни, способной повторить успех «L’Amerique», долго уговаривал Дассена, пока тот, наконец, согласился внести изменения в мелодии и слова и изменить название одной из песен. Так «Les filles que l’on aime» превратилась в «La fleur aux dents». Этот диск получил бурное признание — за 10 дней после выхода он стал «золотым», в достигнутом успехе есть и заслуга успешной рекламы его CBS.
Коллеги исполнителя отмечали, что с Дассеном было непросто работать: он был весьма дотошным и педантичным в творческом процессе. Деланоэ и Лемель называли его «блистательным занудой».
В декабре 1970 Дассен подписывает новые контракты и впервые отправляется на гастроли в Африку. В программе гастролей — 10 стран за 21 день, напряжённый тур с короткими остановками в жарком изнуряющем климате. Популярность давала о себе знать: повсюду за Джо следовали его французские фанаты. Вернувшись в Париж и отметив Рождество, Дассен отправляется в Западный Берлин, где песнями на немецком перед взыскательной аудиторией укрепляет свои позиции восходящей мировой звезды.
4 января 1971 года в продажу поступает сингл «La Fleur Aux Dents», который становится шестым золотым диском Дассена и второй песней, занявшей первое место во французском хит-параде, теперь уже не на одну неделю, а на семь. 6 января Дассен вместе с Жаком уезжает в США, где встречается со своим отцом и с Мелиной Меркури. Но основная цель вояжа за океан — встреча с директором международного отдела CBS Солом Рабиновичем и импресарио Полом Розеном, которые должны заняться карьерой Дассена в Америке. Но Джо не подписал договор с продюсерами и вернулся в Париж, где 27 января на студии Даву записывает четыре песни на немецком: «La Fleur Aux Dents», «Melanie», «Le Cadeau De Papa» и одну песню немецких авторов. Воспользовавшись паузой в концертной деятельности, Дассен уезжает с Мариз в Куршевель. Этот краткий отдых был необходим певцу, поскольку всё предстоящее лето уже расписано под гастроли. В апреле Дассен успешно выступает в Мюнхене. В июне во Франции выходит сингл «L’equipe a Jojo», а Джо записывает четыре новые песни, написанные им и его постоянными соавторами. Два диска вышли в июле, однако хитом становится только «Fais un bise a ta maman».
В ноябре Дассен, огорчённый непопулярностью летних синглов, записывает альбом из французских песен. Одна из них написана Мишелем Маллори и Элисом Доном и аранжирована Альфредо де Роберти. Качество музыкального материала в альбоме казалось Дассену недостаточно высоким для его уровня, на этой почве между Джо и Жако возникает конфликт. За рубежом дела у Дассена складываются превосходно — 15 ноября песня «Das sind zwei linke Schuh» после 12 недель в хит-параде Германии поднимается на 21-е место. Немецкую публику покоряет имидж Дассена: сам певец в расклешённых белых брюках и расстёгнутой на груди рубахе обладал мощной мужской притягательностью. В компании Карлоса и Бернара Лелу Дассен на несколько дней уезжает в Джерба, а 9 декабря он и Мариз приглашают Жака и Колетт Пле в Марокко, чтобы помириться и возобновить сотрудничество. Совместное путешествие и жизнь в роскоши королевских апартаментов Мамунии налаживает их взаимоотношения.
Ни одна песня с нового альбома не попадает в хит-парады, и в начале 1972 года CBS переиздаёт сингл «La Fleur Aux Dents». Впервые в карьере Дассена наступает спад, однако продолжается он недолго. С 17 по 20 апреля Джо записывает альбом из 12 песен для распространения в Германии. В мае во Франции вышла сразу же ставшая популярной песня «Taka takata». Летом Дассен отправился в международный гастрольный тур по Африке и Океании. Реюньон, Джибути, Таити и Новая Каледония встречали Дассена восторженно, и только на Мадагаскаре запланированный концерт не состоялся из-за народного мятежа. После завершения гастролей Джо и Мариз остались ещё на пару недель на Таити на островке Тахаа неподалёку от Папеэте. Обоим это место полюбилось сразу и навсегда. Очарованный живописной природой острова, Дассен покупает восемь гектаров земли с километровой полосой пустынного песчаного пляжа.
В начале лета Дассен летит в Калифорнию на встречу с представителями AM Records, и записывает там три песни для американских слушателей, в том числе «Vaya na cumana» на английском. После возвращения во Францию — традиционные летние гастроли. В сентябре Дассен вновь записывает песни на немецком языке, «Taka Takata» достигает в немецком хит-параде 50-го места — это неожиданный успех. Осенью Дассен на уикэнде в Довилле у Пьера Деланоэ открывает для себя гольф, которым он увлёкся сразу и надолго. С тех пор он повсюду возит с собой клюшки и регулярно посвящает полюбившемуся развлечению свободное время. В 1974 году Дассен даже соревновался на Приз Ланком с чемпионом Арнольдом Палмером.
Осенью Дассен начал работу над новым альбомом в обычном режиме записи: Лондон — Париж. Пле и Дассена ждёт сюрприз: Артей демонстрирует им синтезатор, который успешно заменяет музыкантов, и восхищённые друзья вместе решают освоить новый инструмент. Помимо диска с новыми песнями Дассена, отдельно предполагалось выпустить два перевода: «Le moustique» и «Salut les amoureux» — обработку песни Гутри и Гудмена. В ноябре CBS переиздаёт сингл «La Bande a Bonnot», а в декабре выпускает сингл «La complainte de l’heure de pointe (dans Paris à vélo)», ставший анонсом нового альбома певца. Сингл был благосклонно принят слушателями и стал популярной мелодией Рождества 1973 года.
В начале 1973 года Дассен едет отдыхать в Куршевель, а во Франции CBS выпускает два сингла «Salut les amoureux» и «Le moustique», сразу ставшие хитами. В марте Джо записывает версию «Dans Paris a vélo» на немецком языке. В начале новых гастролей по Франции Мариз сообщила Джо, что ждёт ребёнка. В ожидании важного в жизни события Джо и Мариз решили переехать за город. Они приобрели землю в парижском пригороде, лесном массиве в Фешероль, где начали строительство дома. Чтобы наблюдать за ходом работ и вывезти будущую маму на свежий воздух, Дассен арендует дом в Сен-Ном-ла-Бретеш, неподалёку от гольф-клуба.
В мае Джо на Audio International studio в Лондоне с оркестром Арти записывает две новые песни, авторства Лемеля и Деланоэ. Одна из них, «La Chanson Des Cigales», предполагалась «логическим продолжением» «Le Moustique», но оказалась практически незамеченной. Дассен расстроен, однако он должен вскоре стать отцом, и профессиональная деятельность отошла для певца на второй план. В июле Мариз отдыхает в Довилле, а Дассен отправляется на Таити посмотреть, как идёт стройка бунгало на его участке. На август были запланированы гастроли по Франции, готовясь к ним, Дассен чувствовал себя не очень уверенно, поскольку в запасе не было ни одного свежего хита.
Осенью 1973 года Мариз преждевременно рожает мальчика, Джошуа, который умирает через пять дней. Удручённый потерей ребёнка 35-летний Дассен счёл, что его жизнь рушится, у него началась тяжёлая депрессия. Карлос, с которым они не раз вместе ездили в турне, в это время старался особо поддержать друга. Джо пишет для Карлоса целый альбом песен, которые не смог бы петь сам, названный позднее «Une Journee de Monsieur Chose». Одновременно Дассен должен готовиться к записи нового альбома, хотя CBS выпускает в сентябре двойной сборник, чтобы поддержать интерес публики к исполнителю. Чтобы выйти из депрессии, Дассен с головой уходит в работу. Со своим фотографом и другом Бернаром Лелу он едет в Лас-Вегас и делает фотографии в каньонах. В путешествии ему удаётся посетить одну из индейских резерваций, где из уст вождя племени он получает инициацию и новое имя. В ноябре альбом записывается в Лондоне на Landsdowne Studio и в Париже на студии Даву, а в декабре выходит в продажу. Среди новых песен почти нет потенциальных хитов, за исключением разве что «Fais-moi de l’electricite». Отдельные песни альбома принадлежат известным эстрадным исполнителям Франции Даниэлю Вэнгарду и Элису Дону.
Сингл с двумя песнями нового альбома, «À chacun sa chanson» и «Quand on a seize ans» появился вскоре после выхода основного диска, но был встречен без воодушевления. Новый сингл с песнями «Fais-moi de l'électricité» и «Les plus belles années de ma vie» был принят публикой так же прохладно.
В этот период у Дассена получается писать для других, в основном для Карлоса: для него были написаны хиты «Senor Meteo» и «Le Bougalou Du Loup-Garou» (последний — в соавторстве с Клодом Боллингом). Джо и Дольто-младший записывают дуэт, «Cresus et Romeo». Певец ожидает, когда откроется «второе дыхание». 19 февраля Дассен выступает в «Олимпии» в сопровождении оркестра из 17 музыкантов под управлением Клода Ганьяссо, 10 танцовщиц, пяти бэк-вокалисток и лассо. Концерт представлял собой спектакль-попурри из известных песен Америки 1940-х годов. Этот концерт, по идее Пле, должен был стать «живым» альбомом Дассена. 13 марта в студии Клюгер в Брюсселе Дассен записывает три песни на немецком языке: «Quand on a seize ans», «La derniere page» и «A chacun sa chanson», однако в Германии они не стали хитами. Чтобы немного развеяться и отвлечься от грустных воспоминаний, Джо вместе с Мариз в мае отправился на Таити. В поездку они приглашают друзей Гю и Рене Галассо, владельцев ресторана в Провансе.
Вскоре Дассен возвращается к поиску очередного летнего хита. Певец записывает две песни, которые не имели успеха. Во время летнего турне Джо исполняет хиты прошлых лет. Осенью, несмотря на переезд в новый дом в Фешероль, Дассен опять начинает хандрить — и работа, и отношения с Мариз постепенно разладились. Пле пытается его расшевелить, однако череда разочарований и потерь привели Джо к мыслям о закате музыкальной карьеры.
Тем временем Жак Пле усердно трудился, собирая материал для нового альбома. Новые авторы, новые аранжировки, новые песни принесли успех — новый альбом вышел в конце ноября 1974-го. Две самые популярные песни из него — «Vade Retro» и «Si Tu T’appelles Melancolie» — были выпущены синглом. Альбом вернул Дассену прежнюю популярность и уверенность в своих силах.

### 1975—1980 годы
В начале 1975 года состоялся очередной фестиваль МИДЕМ, на котором присутствовал и Дассен. На форуме состоялась презентация нового музыкального стиля — диско. Пле всю весну искал новую песню, способную стать хитом. Поиск долго не приносил результатов, пока в начале мая, слушая очередную подборку песен на CBS, Жако обращает внимание на песню «Africa» итальянской группы «Albatros» — произведение малознакомого ещё публике Тото Кутуньо и хорошо известного во Франции поэта-песенника Вито Паллавичини. Пле почувствовал, что эта песня должна прозвучать в исполнении Джо. Жако сразу же заставил Дассена послушать песню, и тут же, усадив Лемеля и Деланоэ за перевод, отправился в Лондон для записи музыки. Запись голоса Пле решил сделать в студии у известного своим мастерством работы со звуком Бернара Эстади. Песня «L'été indien» была необычной: в начале Джо наговаривал слова на фоне тихо звучащей мелодии, а потом под усиливающийся звук музыки начинал петь. После записи Пле развернул рекламную кампанию диска, и 21 июня 1975 года в четвёртый раз песня Дассена становится хитом номер один во Франции, продержавшись на вершине одиннадцать недель. Песня стала единственной в репертуаре Дассена, которая по итогам всего года заняла первое место по продажам во Франции.
В конце июня Джо записал варианты этой песни на немецком, итальянском и испанском языках. За всю карьеру Дассена этот хит стал самым популярным, его полюбили во многих странах мира — от Швейцарии (5-е место и 13 недель в первой десятке хит-парада) и Германии до Южной Америки и Советского Союза. Права на выпуск пластинки были приобретены компаниями 25 стран. То, что песня, изначально написанная на английском, стала мировым хитом на французском, стало редчайшим случаем в эстрадной музыке.
После триумфального шествия песни по планете CBS выпустила в сентябре «Золотой альбом» с песнями Дассена и сборник его лучших песен на двух пластинках. В декабре Джо совместно с Кутуньо и Паллавичини записал новый диск, состоящий почти из одних только хитов: «Et si tu n’existais pas», «Salut», «Ça va pas changer le monde», «Il faut naître à Monaco». Диск сразу стал суперпопулярным, и это вернуло Дассену уверенность в себе. Сингл с «Ça va pas changer le monde» и «Il faut naître à Monaco» 22 января 1976 года занимает первое место во французском хит-параде и держится на вершине успеха две недели.
В марте 1976 года CBS выпускает новый сингл — с песнями Кутуньо «Salut» и «Et si tu n’existais pas», тоже имевший успех. Дассен продолжает много работать за границей. С 10 апреля «Ca va pas changer le monde» выходит на 23 место в хит-параде Голландии и держится пять недель. CBS объявляет Дассену, что за всю его карьеру было продано 20 миллионов дисков — Джо был чрезвычайно удивлён. В мае Джо записывает «Il etait une fois nous deux», сингл выходит в июне и 17 июня 1976 становится седьмой песней Дассена, ставшей лидером во Франции. 6 июля — запись «Ca va pas changer le monde» и «Et si tu n’existais pas» на испанском языке. В августе Дассен отправляется на гастроли совместно с группой Martin Circus. В сентябре CBS выпускает новый двойной сборник «Grands success volume 3». С октября Дассен готовит новый альбом, в Лондоне Артей дирижирует оркестром из 60 музыкантов и 24 хористов. Дассен исполняет песню «Le Jardin du Luxembourg» на мелодию Кутуньо и Паллавичини, длиной в 12 минут. Радиостанции на первых порах приняли песню без энтузиазма, но после выхода сингла «Люксембургский сад» стал суперпопулярным. Ещё два произведения — «Le café des trois colombes» и «À toi» — были записаны и вышли отдельным синглом сразу же после Нового, 1977 года. 18 февраля «À toi» становится последней из 8 песен, достигших первого места во Франции. Стремясь сделать репертуар Дассена более разноплановым, Пле решил привнести в его творчество немного диско. Дассен исполняет песню «Et l’amour s’en va» на мелодию Кутуньо и Паллавичини, во Франции песня вышла в мае 1977 и вскоре стала хитом. Спустя несколько дней после выхода песни Дассен участвовал в телепрограмме «Пятница, 13» вместе с Джонни Холлидеем.
Вскоре произошли изменения в личной жизни певца. Главной темой его песен была любовь, однако после расставания с Мариз Дассен всё ещё не обрёл новое чувство. В ходе гастролей в Руане, в один из свободных дней Дассен зашёл в фотосалон, чтобы отдать плёнку в печать. Джо обратил внимание на молодую девушку, которая принимала заказы и сразу пригласил Кристин Дельво на ланч. Так после долгих поисков певец наконец-то нашёл своё счастье. 5 мая 1977 года Джо и Мариз официально развелись по взаимному согласию. По более достоверным данным, история знакомства Джо и Кристин была придуманной Дассеном легендой, на самом деле они познакомились ещё в 1971 году на борту самолёта, летевшего из Женевы в Куршевель. Друзья пары, осведомлённые об истинных обстоятельствах, всегда поражались: «Кристин, каким ветром тебя занесло в Руан?» — «Ветром его воображения». Как пояснила в своих мемуарах Дельво (1948—1995), «Джо был поэтом, романтиком, выдумщиком. Наша история любви казалась ему слишком банальной. И он придумал нам другую, похожую на волшебную сказку или женский роман. Прекрасный принц влюбился в пастушку!».
Джо продолжает писать для Карлоса, и его новая песня «Le big bisou» становится хитом. Команда CBS Франции пополняется молодой певицей американского происхождения, у которой много общего с Дассеном: Джин Мансон. Они вскоре становятся друзьями. 7 июня Джо записывает «À toi» и «Le jardin du Luxembourg» на испанском языке, песни имели бурный успех в Испании и Южной Америке. В сентябре выходят два сборника Дассена, а к Новому году — новый альбом «Les femmes de ma vie», в котором певец отдаёт дань благодарности и уважения всем, на кого он рассчитывал в жизни, особенно сёстрам и новой спутнице жизни Кристин Дельво. В альбоме есть песни Алена Гораге, бывшего помощника Сержа Гензбура. Дассен полностью игнорирует популярное уже диско, и CBS не находит в его альбоме ничего выдающегося, кроме песни «Dans les yeux d’Emilie», которую выпускают синглом.
14 января 1978 года в Котиньяке (небольшом городке департамента Вар на юге Франции) 39-летний Дассен женится на 29-летней Кристин Дельво в присутствии друзей, приехавших из Парижа. За десять лет до события Джо выступал здесь с благотворительным концертом, и благодарная мэрия подарила ему участок для строительства дома. Со временем Дассен построил там великолепный дом в провансальском стиле, где и решил устроить свадьбу. Джо и Кристин праздновали брак в окружении друзей — Сержа Лама, Джин Мансон, Карлоса, Пьера Ламброзо, Жака Пле, всего же на приём были приглашены около пятисот человек. В свадебное путешествие молодожёны отправились в Канаду, потом в Лос-Анджелес, а затем в Палм-Спрингс — маленький городок, где певец провёл своё детство. Там, в просторном доме с бассейном, окружённом садом, который принадлежал матери певца, они прожили неделю. Джо посвятил отдых гольфу и плаванию, демонстрировал жене свои таланты кулинара. Во время ежегодного праздника ковбоев супруги побывали на параде мажореток и на родео, а последний день провели в Диснейленде.
4 марта «Dans les yeux d’Emilie» попадает в хит-парад Нидерландов. В апреле Деланоэ и Лемель перевели хит Боба Марли «No Woman, No Cry» на французский — «Si tu penses à moi». В июне Джо и его мачеха Мелина Меркури записывают дуэт на греческом языке для фильма Жюля Дассена «Cri des femmes». В сентябре CBS выпускает в продажу третий том серии сборников и набор из трёх дисков. 14 сентября родился первый сын Джо — Джонатан — в американском госпитале в Нёйи. В эти дни Дассен был счастлив, как никогда.
В конце 1978 года отношения супругов расстроились. Жизнь супруги мировой эстрадной звезды оказалась для Кристин испытанием, которого та не выдержала. Почти перед самой смертью Кристин Дельво-Дассен в одном из интервью созналась в том, что принимала наркотики и алкоголь ещё во время первой своей беременности, и лишь огромными усилиями врачей ей удалось сохранить жизнь и здоровье ребёнку. Джо в тот момент безумно любил Кристин, прощал ей многие слабости, на многое закрывал глаза и позволял жене распоряжаться всеми деньгами, сборами от концертов, туров и продаж записей его песен. Дельво устраивала ему сцены с громким хлопаньем дверями, припадками ревности, упрёками за длительное отсутствие, поздние возвращения с концертов, письма и фото поклонниц. Лемель вспоминал, что Джо получал от поклонниц примерно по 4 тысячи писем в неделю. Дассен уставал от ссор с женой и беспрерывного выяснения отношений не меньше, чем от работы над песнями и бесконечных гастролей.
После неудачного проекта по записи музыкального телеспектакля «Little Italy» Дассен едет на гастроли в Канаду. По возвращении Джо начал работу над новым диском «15 ans déjà», но песня на английском — «Darlin'» — не понравилась публике, считавшей английский в песнях уже немодным. Единственная успешная песня «La vie se chante, la vie se pleure», написанная Деланоэ и Лемелем, вышла синглом в январе. Видя прохладную реакцию публики, Пле привлёк всех достойных авторов — Алис Дона, Тото Кутуньо, Дидье Барбеливьена и Уильяма Шеллера — для работы над новым альбомом.
После Нового 1979 года Дассен понимает, что для продолжения карьеры необходимо приложить все усилия. «Darlin'» в хит-параде Германии за 2 недели добирается до 49 места. 14 февраля Джо записывает испанские версии «La vie se chante, la vie se pleure» и «Si tu penses à moi». Мари-Франс Бриер учит Джо южноамериканскому произношению, а его песни набирают популярность в Латинской Америке. В апреле CBS выпустила сингл «Côté banjo, côté violon», Джо работал над летним хитом. Новые события в личной жизни отнимали много времени, но в мае на CBS Дассен записал итальянскую песню «Le dernier slow», которая вышла синглом и стала суперпопулярной танцевальной песней, на фоне которой меркли даже хиты Хулио Иглесиаса. Этот успех в Южной Америке длился в течение четырёх лет.
В начале июля 1979 года Джо единственный раз в жизни побывал в Москве, куда был приглашён для участия в открытии гостиницы «Космос». К этому времени Дассен был чрезвычайно популярен в СССР, телепередачи с его участием вызывали сильное воодушевление, а его пластинки наводнили «чёрный рынок». На презентации гостиницы «Космос» он выступил в совместном концерте с Аллой Пугачёвой. По свидетельству Клода Лемеля (2014), Дассен был «на седьмом небе от счастья» от восторженного приёма, оказанного ему советской публикой. После визита Дассена в СССР, прежде всего у столичной богемы, вошли в моду ослепительно белые мужские костюмы, которые до того мало кто осмеливался носить. Фирма «Мелодия» выпускает первую официальную пластинку Джо Дассена в СССР — альбом 1976 года «Le Jardin du Luxembourg», — под названием «Люксембургский сад».
10 августа 1979 года Дассен отбыл в турне по Южной Америке — в Чили и Аргентину. На местном телевидении, «Chanel 13», он поёт «À toi», и публика с восторгом воспринимает певца, обладавшего необыкновенной мужской притягательностью и шармом. 14 августа Дассен возвращается в Аргентину, и после тёплого приёма 16 августа Джо прибывает в Лос-Анджелес для записи альбома. Песни Джима Кроса, Эрика Клэптона, Тони Джо Уайта в аранжировке Майка Атли должны возродить успех. Пока идёт запись музыки, Дассен с 16 по 27 августа отдыхает на Таити, а по возвращении во Францию записывает голос в Devonshire Sound Studio для песен на французском и английском языках. В студийных сеансах играет на гармонике и гитаре кумир Джо — Тони Джо Уайт. Он же переводит песню Клода Лемеля «Le marché aux puces» на английский — «The Guitar Don’t Lie» — и результат очень понравился Джо. Новый англоязычный альбом Дассена «Home Made Ice Cream» вышел в Канаде осенью 1979 года.
Тем временем семейная жизнь певца не ладилась. Кристин во второй раз готовилась стать матерью, но уставший от скандалов и ссор Дассен подумывал о том, чтобы развестись с ней. Перед новым 1980 годом Дассен подал на развод, и встретил праздник с сыном Джонатаном.
В январе 1980 года вышел новый англоязычный альбом «Blue Country», который был воспринят слушателями с энтузиазмом. Но Джо считал, что этот альбом не оправдал надежд, и решил, что записи в американской манере не для него. В феврале он перезаписывает новый альбом на французском языке. В марте CBS выпустила в исполнении Джо переведённую на французский песню Элвиса Пресли «Faut pas faire de la peine à John».
В конце марта Кристин родила второго сына — Жюльена (Жюля). Джо был счастлив, но в целом семейная жизнь с Кристин не приносила ему радости, и их брак уже был обречён. Хотя Джо полагал, что появление Жюльена поможет им наладить отношения, начать всё сначала, заставит забыть о прошлом, но, тем не менее, через 3 недели после его рождения Джо был вынужден подать на развод. К тому же здоровье стало подводить его, открылась язва желудка, всё чаще болело сердце, не справляясь со сверхнапряжённым образом жизни — работой по 12—15 часов в сутки.
31 марта и 1 апреля Джо в студии Бернара Эстарди на улице Шампьонне переделывает 5 английских песен с его последнего альбома. 1 и 2 апреля в студии Бертье делаются 3 новые песни на английском — «ремиксы» песен этого же альбома. CBS выпускает сингл «The Guitar Don’t Lie» и готовится печатать новый альбом для французского рынка на синглах и макси-дисках к лету.
На концерте в Канне, 18 июля 1980 года, Дассену становится плохо прямо на сцене во время выступления. Певец бледнеет, хватается за микрофон, прерывая песню, и произносит: «Простите, что-то мне нехорошо!». Публика в тревоге затихает, Джо шаткой походкой скрывается за кулисами, где ему делают укол. Спустя несколько минут, стиснув зубы, Дассен возвращается на сцену; со словами «люди пришли слушать меня, я должен петь для них» выходит к микрофону. Поражённая и благодарная публика устраивает ему бурную овацию, но через несколько минут под шквал аплодисментов Дассен прямо за кулисами теряет сознание. Его отвозят в больницу, где врачи диагностируют инфаркт миокарда.
Дассен ложится в американский госпиталь в Нёйи. 26 июля Жак Пле навещает Джо. Восстанавливаться после болезни певец вместе с новой подругой Натали решил на Таити. В Лос-Анджелесе, при транзитной посадке самолёта между Парижем и Папеэте, с ним случается новый сердечный приступ. На Таити Джо прибыл совершенно разбитым и подавленным. Чтобы поддержать певца, к нему прилетели дорогие ему люди: мать Беатрис Лонер-Дассен, оба сына и Клод Лемель. Джо пытается забыть о проблемах, но отдохнуть в компании близких он смог совсем недолго. 20 августа 1980 года во время обеда в ресторане «У Мишеля и Элиан» в Папеэте он упал без сознания. Это был третий за лето сердечный приступ. Реанимация, оказанная ему на месте, не дала результата. Врачи, которым несколько раз удалось «завести» сердце певца, по пути в госпиталь всё же вынуждены были констатировать смерть. По утверждению непосредственного свидетеля Клода Лемеля, смерть Джо последовала внезапно через 2 минуты после начала обеда и была мгновенной. Дассену было неполных 42 года. Интересно, что совпали годы жизни Джо Дассена и Владимира Высоцкого.
Джо Дассен похоронен 27 августа на еврейском участке «Beth Olam Mausoleum» кладбища Hollywood Forever в Голливуде, где ранее были похоронены его бабушка и дедушка. Для публичного посещения могила певца недоступна.

### После смерти

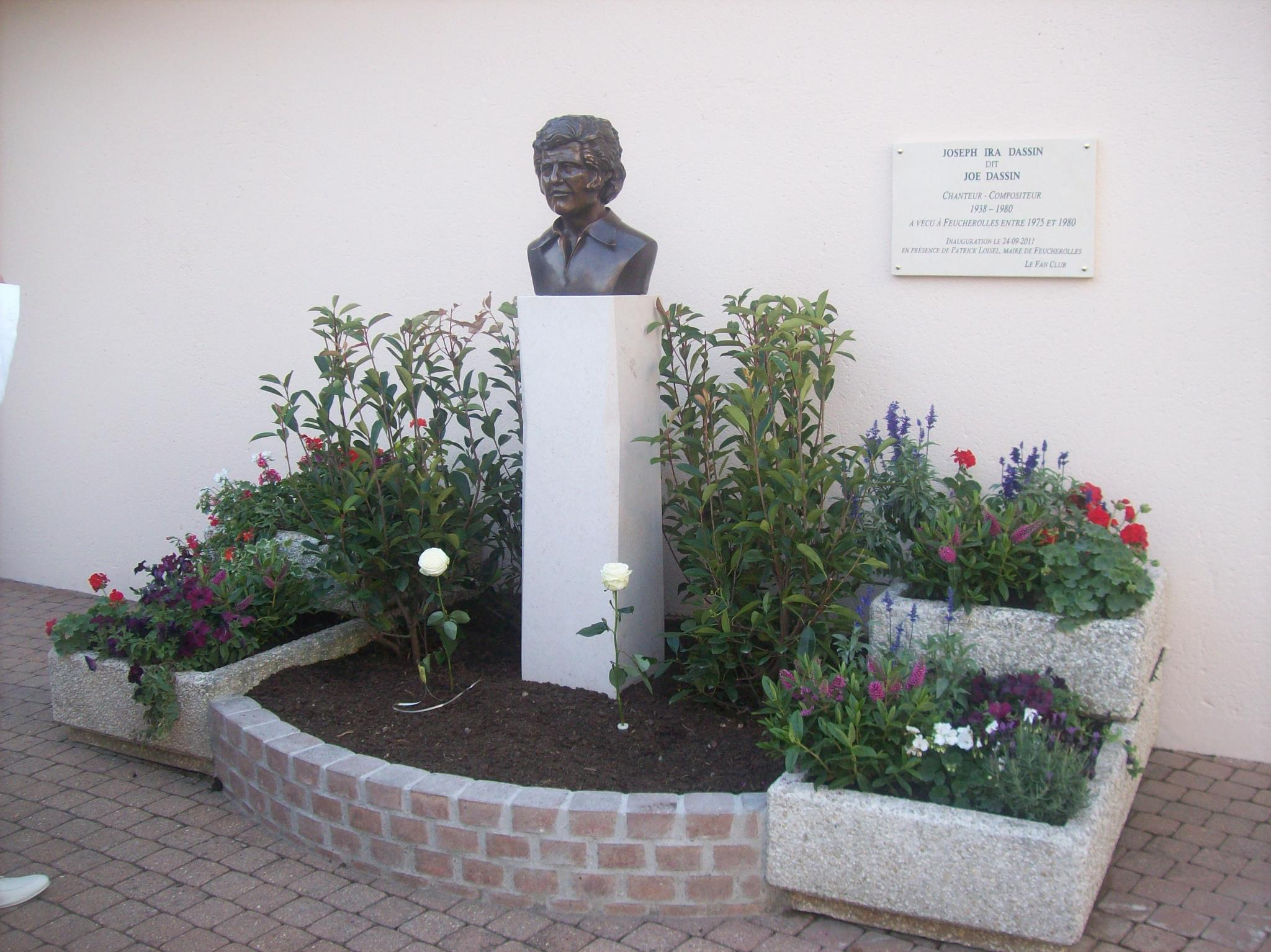

После того как во Франции узнали о смерти певца, на радиостанциях зазвучали песни Дассена, казалось уместным проводить его под музыку, ассоциирующуюся с его творчеством. Во всех французских и множестве других мировых газет появились самые трогательные некрологи, и даже советская газета «Правда», наиболее влиятельное издание в СССР, сообщила о его смерти на полосе международной политики. Потрясённая публика принялась раскупать его записи. В сентябре CBS выпустила сразу несколько сборников, посвящённых памяти Джо, в том числе и коллекцию из трёх дисков, эта традиция продолжается и в XXI веке.
Джо Дассен был не просто певцом. По мнению музыковедов, он, как Эдит Пиаф, Жак Брель, Жорж Брассенс и Клод Франсуа, стал общественным феноменом.
С 1981 по 1985 год в музыкальных магазинах было много дисков Джо, особенно в 1982, когда вышел сингл «À mon fils» и в 1983, когда CBS переиздала «L'été indien» и «À toi». Были переизданы также многочисленные сборники и альбомы. В 1990 году появился первый лазерный сборник, «Une heure avec Joe Dassin». Жак Пле и Мариз Массьера написали книгу о Дассене. Вскоре на компакт-дисках вышли альбомы Джо и первая полная коллекция на 9 дисках, а также сборник видеозаписей, сингл «L'été indien» и мегамикс. На телевидении вышла программа «Un ami revient», посвящённая памяти Джо. Всего с записями Дассена выпущено более 6 млн дисков.
В 1990—1995 годах диски Дассена занимают во Франции первые места по продажам. Самый популярный французский рокер Джонни Холлидей записал «The Guitar Don’t Lie» в новой версии «La Guitare Fait Mal» (автор текста — Этьен Рода-Жиль). В 1993 году молодые французские артисты, в том числе Jean-Louis Murat, Bill Pritchard, Les Innocents, записали двойной альбом в его честь.
В 2010 году Джо Дассен занимал 15 место во Франции среди певцов всех времён по количеству проданных дисков.
В октябре 2010 года его сын Жюльен выпустил музыкальную комедию, посвящённую памяти отца.
В 2013 году французская певица Элен Сегара выпустила альбом «Et si tu n’existais pas», на котором она исполнила «дуэтом» с самим Дассеном его песни, однако альбом провалился.
В 2020 году, к 40-летию со смерти Джо Дассена, команда звёзд французской эстрады выпустила альбом, на котором они исполнили песни шансонье. Среди участников альбома — Аксель Ред, Жереми Фреро, Икар, Патрик Фьори, Kids United, Les Frangines, Trois Cafés gourmands и некоторые другие исполнители.

## Воспоминания о Джо Дассене
Джо Дассен оставил у знавших его людей преимущественно положительные впечатления. По воспоминаниям программного директора RTL Моник Ле Марси, Дассен был очень обаятелен и красив, а также обладал такими качествами, как застенчивость, замкнутость и любезность. Не был обделён Дассен и чувством юмора, а также, по словам Ле Марси, был человеком «с огоньком». Аналитичность ума, тактичность, внимательность и скорейший переход от слов к делу были неотъемлемыми качествами Джо. Вместе с тем Клод Лемель отмечал, что Дассен был характерным интровертом, человеком, полным тревог и сомнений, склонным к мнительности, нуждался в лидере, который бы постоянно внушал ему уверенность в себе (этим вдохновляющим лидером стал продюсер и художественный директор Жак Пле). Свойство личности, которое презирал Джо, — снобизм. Отмечалось, что за пределами сцены Дассен был совершенно непубличным человеком, осталось очень мало кадров кинохроники, запечатлевших его частную жизнь.
По воспоминаниям Жака Пле, Дассен — отличный музыкант, любящий качественную работу и обладающий тонким музыкальным чутьём. В процессе записи музыки они понимали друг друга с полуслова и взгляда. Для подготовки к записи альбома Жак Пле слушал около 2—3 тысяч сторонних песен, из которых отбирал не более 15, которые, в свою очередь, уже прослушивал Дассен. После прослушивания Пле и Дассен начинали обсуждение услышанных композиций, что-то по ходу добавляя своё и в то же время придумывая аранжировки.
Имиджевыми знаками Дассена на концертах и телесъёмках были традиционный белый костюм, пышная густая шевелюра (которую он отрастил по совету своего продюсера Ж. Пле), доверительная обволакивающая улыбка, пленяющая зрителей и, в особенности, зрительниц, благожелательный и умиротворяющий образ гармоничного, состоятельного и успешного человека.
Вспоминая о Дассене в 2014 году в интервью российскому телевидению, 69-летний Клод Лемель отмечал его тягу к комфорту, роскошным отелям и изысканным винам, дорогим ресторанам, гольфу, теннису. Излюбленными местами отдыха Дассена был горнолыжный курорт Куршевель, морские курорты, в последние годы — Таити. Этот уровень жизни требовал от певца огромных расходов, что заставляло его работать на износ. Дассен, по словам Лемеля, очень много курил, и эта привычка была признаком постоянного стресса. От курения Джо отказался, и то не полностью, лишь в последний месяц своей жизни, после перенесённого инфаркта. Были периоды, вспоминал Лемель, когда Дассен много выпивал, — всё это вместе с проблемами в семье подорвало его здоровье.
Моник Ле Марси как-то проговорилась в кругу друзей о том, что давно уже не получает ко дню своих именин корзину спелой вишни: её родители умерли и некому больше её посылать. Это огорчало Моник до слёз. Джо присутствовал при этом разговоре, но Ле Марси вовсе не думала, что он запомнил его. Каково же было её удивление, когда точно в день своих именин она получила в подарок целую корзину засахаренной вишни. Свежую послать не рискнули, из боязни, что она может испортиться. На карточке стояло: «От Джо». Моник получала такой подарок с тех пор неизменно, каждый год, вплоть до самой смерти Дассена.
Мать певца Беатрис Лонер-Дассен рассказывала: «Мой сын обожал делать подарки. Последним, что он мне подарил, было кольцо с бриллиантом. Его работа оставляла ему не так много свободного времени, но он не поленился соорудить сложную конструкцию из шести книг Агаты Кристи, которую я обожаю, засунув кольцо в футляре в середину этой конструкции. Сначала я подумала, что он подарил мне книги, а он радовался, как маленький, когда я обнаружила спрятанное кольцо».

## Творчество
Джо Дассен начинал как исполнитель фолка, противопоставлявшегося в 1960-е гг. во Франции волне йе-йе. На его ранних пластинках нередко встречаются адаптации американских народных песен, а также стандартов Ледбелли, Тома Пэкстона и др. Часть песен на альбомах записана по-английски.
В конце 1960-х гг. Джо Дассен отходит от фолк-репертуара в пользу более традиционной поп-эстрады. Он редко пишет собственную музыку. Основу репертуара Джо составляют в это время песни — адаптации иностранных хитов. Как правило, именно в исполнении Дассена они приобретают популярность и остаются в истории поп-музыки. Однако в конце карьеры он делает поворот к фолку с элементами рока и работает с Тони Джо Уайтом над альбомом Blue Country, оказавшимся для него последним.
Голос Дассена — приятный баритон хрипловатого тембра, с тёплыми, интимными интонациями. Исключительная музыкальность позволяла Дассену тонко чувствовать вокализацию европейских языков, на которых он пел, насыщать материал песни разнообразными интонациями. Большой певческий талант сочетался у Дассена с врождённым артистизмом и выигрышной сценической внешностью — стройной гибкой фигурой, красивыми пышными волосами, мужественным и обаятельным лицом с богатой мимикой. Дассен обладал тонким художественным вкусом и чувством стиля, был весьма элегантен на сцене. Голос и внешний вид певца прекрасно ложились на киноплёнку и аудиозаписи. В результате Дассен остался в истории одним из выдающихся мастеров шансона.
У Дассена была особая манера поведения на сцене, которая оказала влияние на целые поколения исполнителей и которой впоследствии многие стали подражать: певец всегда старался держаться как можно ближе к краю подмостков, чтобы видеть глаза зрителей. Следуя традициям французского шансона, Дассен любил напевать, разговаривать с публикой, иногда полушёпотом, менять последовательность номеров, следуя не заранее составленной программе, а настроению аудитории и своему собственному.

## Личная жизнь
18 января 1966 года в Париже Дассен женился на Мариз Массьера (Maryse Massiéra). 12 сентября 1973 года на свет появился первый сын Дассена, Джошуа. Он родился раньше срока, сильно недоношенным, и умер через пять дней после рождения. Эта трагедия привела к ухудшению отношений между Мариз и Джо, и в 1977 году они развелись. По состоянию на 2015 год, Массьера живёт в Париже, интервью не даёт.
14 января 1978 года Дассен женился на Кристи́н Дельво́ (1948—1995), у них в 1978 и 1980 годах родились двое сыновей — Джонатан и Жюльен. Известие о второй беременности Кристин пришло, когда Джонатану было всего полгода. Сразу после рождения Жюльена Дассен подал заявление на развод. Суд, приняв во внимание пристрастие Кристин к алкоголю и лёгким наркотикам (во что она вовлекала и Джо), оставил Дассену право опеки над обоими сыновьями.
Оба сына Джо Дассена — музыканты, более известен из них младший Жюль, выступающий в разных странах мира в компании с известными исполнителями с концертами памяти отца.

## Дискография

### Студийные альбомы
- 1966 — Joe Dassin à New York
- 1967 — Les deux mondes de Joe Dassin
- 1969 — Les Champs-Elysees
- 1970 — La Fleur aux dents
- 1971 — Elle etait oh!…
- 1972 — Joe
- 1972 — Das sind zwei linke Schuh'[39]
- 1972 — Ich hab' mich verliebt
- 1973 — 13 chansons nouvelles
- 1974 — Si tu t’appelles Melancolie
- 1975 — Joe Dassin
- 1976 — Le Jardin du Luxembourg
- 1978 — Les femmes de ma vie
- 1978 — Las mujeres de mi vida
- 1979 — 15 ans déjà
- 1979 — Blue Country
- 1979 — Le Dernier slow
- 1982 — Little Italy (совместный с итальянской певицей Марчеллой Беллой, вышел посмертно для Дассена)

Альбомы Джо Дассена были переизданы на компакт-дисках в 1995 году. Кроме студийных альбомов, тогда же был выпущен на CD A l’Olympia, зато посмертный альбом дуэтов Little Italy переиздан не был.

### Концертные альбомы
- 1974 — A l’Olympia
- 2001 — Musicorama I
- 2003 — Musicorama II
- 2004 — Musicorama III
- 2005 — Joe Dassin à l’Olympia (другой вариант концертной программы 1974 г. в Олимпии, см. альбом A l’Olympia)

### Основные сборники
- 1986 — Une heure avec Joe Dassin vol. 1 & 2 (первый сборник Джо Дассена на компакт-дисках)
- 1989 — L’intégrale (9 CD, первая антология. Первые два диска посвящены синглам, на дисках 3-9 собраны песни с альбомов)
- 1995 — L’integrale (11 CD, антология, включающая множество не выходивших ранее или не издававшихся на CD песен. Последние три диска занимают версии песен на английском, немецком, итальянском, испанском, греческом и японском языках)
- 2000 — Intégrale albums (14 CD, переиздание студийных альбомов (в том числе посмертного Little Italy) в одном боксе. Отдельный диск посвящён песне «L'été indien», выходившей только на сингле)
- 2005 — Eternel (2 CD, сборник, выпущенный к 25-летию смерти, с тремя неизвестными ранее песнями)
- 2005 — L’intégrale (10 CD, антология, в которой появляются несколько ранее неизвестных песен, но опущена значительная часть песен на других языках, кроме французского)
- 2006 --- Joe Dassin ( 3 CD Sony Music )

### Известные песни
- 1965: Bip-bip
- 1965: Guantanamera
- 1967: Les Dalton
- 1968: Siffler sur la colline
- 1969: Les Champs-Élysées
- 1969: Le Chemin de papa
- 1970: L’Amérique
- 1970: L'Équipe à Jojo

Могила Дассена

- 1972: Taka Takata (la femme du toréro)
- 1972: Le Moustique
- 1974: Si tu t’appelles mélancolie
- 1975: L'Été indien
- 1975: Et si tu n’existais pas
- 1975: Ça va pas changer le monde
- 1975: Salut
- 1975: L`Albatros
- 1976: Il était une fois nous deux
- 1976: À toi
- 1976: Le Jardin du Luxembourg
- 1976: Le Café des trois colombes
- 1977: Le château de sable

## Фильмография
- 1957 — Тот, кто должен умереть (фр. Celui qui doit mourir, англ. He Who Must Die), Бенос
- 1958 — Закон (англ. The Law), Нико
- 1964 — Топкапи (англ. Topkapi), Джозеф
- 1965 — Леди Л. (англ. Lady L.), инспектор полиции
- 1965 — Красный клевер (англ. Nick Carter and Red Club), Янош Адлер

## Документальные фильмы
- 2014 — TVCenter. Джо Дассен. История одного пророчества.
- 2006 — Последняя гастроль Джо Дассена
- 2010 — Однажды в Париже. Далида и Дассен
- 2014 — Le romain de sa vie